# Martin Ssempa
Martin Ssempa, né en 1968 à Nalusali (Ouganda), est un pasteur évangélique néo-charismatique fondamentaliste, fondateur de la Makerere Community Church et militant anti-gay. Il est également militant de la lutte contre le SIDA et a beaucoup d'influence dans la politique ougandaise sur ce sujet.
Ssempa se dit meneur d'une croisade pour « exclure la sodomie de l'Ouganda, soutenir une législation en Ouganda qui rendrait l'homosexualité punissable de prison à vie, ou même, dans certains cas, de mort ».

## Biographie
Il étudie en sciences sociales à l'Université Makerere et obtient un Bachelor of Arts en 1992, puis il étudie en conseil pastoral à l'Université biblique de Philadelphie (Université de Cairn) et obtient un master .

### Ministère
En 1996, il fonde l’Église communautaire de Makerere, sur le campus de l'Université Makerere .
Ssempa rejette le principe de séparation de l'Église et de l'État, s'oppose à la lutte contre le sida par l'utilisation de préservatifs (il a notamment mis le feu à une boîte de préservatifs au nom de Jésus), et prône l'abstinence et la fidélité comme moyens de combattre le VIH.

### Militantisme anti-gay
À partir de 2009, il soutient activement la proposition de loi anti-homosexualité en Ouganda ("qui peut mener à la condamnation à mort de gays et lesbiennes" selon ses dires). En 2010, pour soutenir cette loi, il montre des clips de pornographie gay dans son église, incluant de la coprophagie, laissant à penser que la coprophagie est une pratique typique et exclusive des homosexuels ; il évoque également la pratique du fist-fucking et la prise de drogues de type poppers. Ssempa a généré un mème sur Internet à la suite de la diffusion d'une vidéo où il suggère que les hommes homosexuels aiment « manger le caca ». Il propage cette association homosexualité / scatophilie dans le but de répandre le sentiment anti-homosexuels. Ce comportement a été largement critiqué divers dirigeants d’organisations LGBT internationales, certains ont même demandé son arrestation.
En novembre 2014, lors d'un reportage en Ouganda du Petit Journal diffusé sur la chaîne de télévision française Canal+, concernant les lois anti-homosexuelles, il accepte de donner une interview à deux de leurs journalistes, Martin Weill et Félix Séger. Après s'être montré pacifiste, il devient violent, les agresse avec l'aide de son entourage, détruit leur bande vidéo contenant l'interview, et les accuse d’avances homosexuelles. Les journalistes ne parviennent à conserver qu'une bande vidéo saccagée où on l'entend demander de « saisir leur caméra » et de les « empêcher de partir » ; les journalistes passeront 6h en garde à vue.

### Arrestation et condamnation
En août 2009, avec cinq autres pasteurs, il a été accusé par 6 jeunes hommes d’incitation aux faux témoignages de viols contre le pasteur Robert Kayanja (en) . En octobre 2012, ils ont été reconnus coupables de diffamation visant à discréditer la réputation du pasteur Kayanja. Ssempa et ses complices ont été condamnés à une amende d'un million de shillings chacun (environ 390 dollars américains) et à cent heures de travaux d'intérêt général. Après un appel rejeté, la condamnation a été confirmée en Haute cour de justice en février 2014. En mai 2016, une des supposées victimes a demandé pardon au pasteur Robert Kayanja.

## Critiques
En 2014, l’écrivain ougandais Paul Kaliisa l’a critiqué pour sa promotion de l’homosexualité en raison de ses projections de vidéos pornographiques gay dans les églises, et a mentionné que ces actions devraient faire l’objet de sanctions selon la loi anti-homosexualité en Ouganda .